# Као вода за чоколаду (роман)
Као вода за чоколаду (шп. Como agua para chocolate) роман је мексичке списатељице Лауре Ескивел (шп. Laura Alicia Palomares Esquivel). Роман говори о младој девојци Тити и њеној забрањеној љубави са Педром због крутих обичаја да најмлађа ћерка не може да се уда јер мора да се стара о мајци. Тита изражава сву своју страст и осећања кроз кухињу, те свако ко проба њена јела искуси оно што она осећа. Роман је постао врло популаран и преведен је на тридесет језика. Писан је у стилу магичног реализма који се огледа у Титиној љубави према кувању.
По роману је 1992. снимљен и истоимени филм који је освојио 11 награда Мексичке академије за филм.

## Значење наслова
Пун назив гласи: Као вода за чоколаду: роман у месечним наставцима са рецептима, љубавима и народним лековима.
Фраза Као вода ѕа чоколаду долази од шпанског Como agua para chocolate. Ова фраза је заједнички израз за неке земље шпанског говорног подручја и био је инспирација за назив романа Лауре Ескивел и значи да је неко (нека особа) јако љут. У неким земљама Латинске Америке, као што је Мексико, топла чоколада није направљена од млека, већ од делимично кључале воде.
Алтернативна интерпретација казивања Као вода за чоколаду гласи: бити као вода која је довољно врућа (да добије чоколаду), да се у њу убаци чоколада (када припремате топлу чоколаду за пиће). То је поређење за описивање стања страсти или сексуалног узбуђења (на пример: врућа и загрејан/а). То би и описало усхићену страст коју Тита и Педро осећају једно према другом кроз целу књигу.

## Структура
Роман је подељен у 12 глава и свака од њих носи назив једног месеца у години, почевши од јануара. Свака глава почиње неким мексичким рецептом. У поглављу се даље објашњава начин припреме који је увек повезан са неким догађајем из живота главне јунакиње.

## Ликови
- Тита де ла Гарса – главни лик овог романа. Одраста у кухињи са служавкама. Најмлађа ћерка у породици. Жртва традиције и своје мајке Елене. Приморана је да се одрекне своје среће и да је препусти својој најстаријој сестри.
- Педро Мускис – откако упозна Титу, заљубљује се у њу, али због Титине мајке и традиције породице Де ла Гарса мора да се одрекне своје љубави. Жени се њеном најстаријом сестром Хертрудис како би био у близини жене коју воли.
- Елена де ла Гарса (мама Елена) – мајка три ћерке. Рано остаје без мужа. Одувек је потајно патила због несрећне љубави из мадости. Приморава своју најмлађу ћерку Титу да се одрекне своје среће и да брине о њој до краја њеног живота.
- Нача – главна куварица. За Титу је као друга мајка. Титина највћа подршка.
- Ченча – куварица породице Де ла Гарса. Упознаје љубав свог живота након трагичног догађаја.
- Росаура де ла Гарса – најстарија сестра у породици. Удата је за сестрину љубав Педра. Не успева да буде срећна у браку. Родиће двоје деце, али ће јој син брѕо умрети.
- Гертруда де ла Гарса – средња ћерка мама Елене. Титина и Росаурина полусестра. Она је плод неверства мама Елене. Бежи од куће у потрази за љубављу и страшћу. Упознаје Хуана у кога се заљубљује. Живот их раздваја, али се поново срећу и оснивају породицу.
- Роберт Мускис – син Росарио и Педра. Одгаја га Тита, све док се не одсели са родитељима. Умире веома рано.
- Есперанса Мускис – ћерка Росарио и Педра. По традиције задужена да брине о мајци до краја њеног живота. Успева уз помоћ Тите и Педра да се супротстави мајци и удаје се за Алекса.
- Алекс Браун – син доктора Џона. Заљубљује се у Есперансу на први поглед.
- Џон Браун – удовац, доктор породице Де ла Гарса. Заљубљује се у Титу и жели да се ожени њоме.
- Хуан Алехандрес – генерал, отима Хертрудис. На крају оснива породицу са њом.[5]

## Насиље и окрутност
Најочигледнији облици насиља уочавају се у мама Еленином понашању према Тити. Она често прибегава окрутним мерама да би натерала своју најмлађу ћерку на послушност. Многи задаци и послови које јој задаје су очигледан доказ тога, поготово они везани за Педрово и Росаурино венчање. Они повећавају и наглашавају бол коју Тита осећа због изгубљене љубави. Мама Елена с бесом и агресијом дочекује и најмањи знак Титиног протеста, чак и ако само посумња у њену послушност(као када је ударила Титу јер је мислила да је ставила нешто у Росаурину свадбену торту и тако намерно упропастила венчање). Међутим, једном од најгорих ствари које је мама Елена учинила чини се она када је запалила Педра и замало га убила.
Мама Елена је лик који сеје страх у овом роману. Плаше је се све ћерке.
Када се Тита први пут усудила да отворено одговори својој мајци, она ју ју ударила дрвеном варјачом по лицу и сломила јој нос. Међутим, овакав вид свакодневног насиља, нажалост, не представља ништа неуобичајено за то време и услове у којима је удовица морала да заштити себе и своју породицу од банди и револуционара.

## Храна
Храна је, такође, једна од главних тема ове приче. Она се вешто користи да на креативан начин опише осећања и ситуације у којима се ликови налазе. Представља и начин комуникације и преношења мисли између ликова, посебно између Тите и Педра. Једним јелом, Тита признаје Педру своја осећања, љубав и страст. Другим преноси своју чежњу и патњу гостима на Росаурином и Педровом венчању. Храна представља и традицију рада, као и начин да се пренесе историја и успомене породице Де ла Гарса. На крају крајева, кухиња је место рођења деце, она су тамо подизана и храњена. Рецепти су преношени на будуће генерације, а са њима и породичне приче.

## Титино одрастање
Један од кључних мотива који доминирају у роману Као вода за чоколаду је формирање и откривање личности главне јунакиње Тите де ла Гарсе. Током свог одрастања, Тита наилази на отпор своје мајке у остваривању својих животних циљева. На тај начин, њен однос са мајком постаје битан фактор који је спутава и спречава да се развије као независна личност. Наиме, од самог Титиног рођења, које је било превремено и после изненадне смрти њеног оца, мама Елена гради удаљен и хладан однос са својом ћерком. Због тога, Тита одраста поред породичне куварице, Наче. Недостатак мајчине пажње има утицај и на њено даље одрастање. Она своје уточиште проналази у кухињи, где кроз снажну повезаност са храном испољава сва своја осећања. Припремање хране постаје њен ослонац и излаз у тешким тренуцима, а Нача важна фигура у њеном животу. Током година, Тита све више открива своје потребе и тежње ка индивидуалности и постепено се ослобађа окова покорности према својој мајци. Заправо, Тита временом учи како да искаже своја осећања и уверења и супротстави се деспотски настројеном понашању своје мајке.

## Традиција
У роману преовлађују традиционална уверења и ставови. Мама Елена свима предочава да је Титина судбина већ предодређена и да се као најмлађа ћерка мора бринути о њој до краја њеног живота. Она, такође, наглашава да је то породична традиција која се мора поштовати без поговора. Осим тога, у роману је паралелно представљено карактеристично домаћинство у коме доминирају жене, као и њихов положај у њему. Оне веома држе до своје породице и части, што можемо закључити на основу реаговања мама Елене де ла Гарсе приликом упада побуњеника на имање. У том сегменту романа смешта се и Мексичка револуција која у то време напредује. Људи попут мама Елене представљају надмоћне људе, док Тита представља оне који су приморани да се повинују одлукама и правилима која су им наметнута.